# Pleomothridae
Pleomothridae is een familie van kreeftachtigen uit de klasse van de Remipedia (ladderkreeftjes).

## Geslacht
- Pleomothra - Yager, 1989